# 后寨苗族乡
后寨苗族乡是中华人民共和国贵州省毕节市织金县下辖的一个民族乡。

## 行政区划
后寨苗族乡下辖以下村级行政区划单位：
花树村、熊家寨村、小桥村、务安村、偏岩村、高礅村、路寨河村、前进村、马家田村、三家寨村、大炉塘村、坪寨村和麻窝寨村。